# Sportkring Beveren
Lo Sportkring Beveren, noto semplicemente come Beveren e in passato come Waasland-Beveren, è una società calcistica belga con sede nella città di Beveren, nelle Fiandre orientali. Milita nella Division 1B, la seconda serie del campionato belga.
Fondato nel 1936, nel 2010 il club si è fuso con il KSK Beveren, vincitore in passato di due campionati belgi, due coppe ed una Supercoppa nazionale. I suoi colori sono il giallo, il blu e il rosso.

## Palmarès

### Competizioni nazionali
- Derde klasse: 1

2003-2004

### Altri piazzamenti
- Tweede klasse:

Secondo posto: 2011-2012

## Organico

### Rosa 2023-2024
Aggiornata al 29 settembre 2023.
| N. |                               | Ruolo | Calciatore           |
| -- | ----------------------------- | ----- | -------------------- |
| 1  | Belgio (bandiera)             | P     | Nordin Jackers       |
| 2  | Belgio (bandiera)             | D     | Vladimir Van De Wiel |
| 3  | Belgio (bandiera)             | D     | Brendan Schoonbaert  |
| 6  | Svizzera (bandiera)           | C     | Leonardo Bertone     |
| 7  | Rep. Centrafricana (bandiera) | C     | Goduine Koyalipou    |
| 9  | Francia (bandiera)            | A     | Jordan Faucher       |
| 10 | RD del Congo (bandiera)       | A     | Dieumerci Mbokani    |
| 12 | Belgio (bandiera)             | A     | Alessandro Albanese  |
| 14 | Belgio (bandiera)             | C     | Anthony Limbombe     |
| 15 | Belgio (bandiera)             | D     | Dries Wuytens        |
| 18 | Belgio (bandiera)             | C     | Daan Heymans         |

| N. |                    | Ruolo | Calciatore         |
| -- | ------------------ | ----- | ------------------ |
| 19 | Curaçao (bandiera) | A     | Jeremy Cijntje     |
| 20 | Belgio (bandiera)  | C     | Nikola Pejčić      |
| 21 | Belgio (bandiera)  | P     | Bill Lathouwers    |
| 26 | Serbia (bandiera)  | D     | Aleksandar Vukotić |
| 27 | Belgio (bandiera)  | D     | Jenthe Mertens     |
| 33 | Belgio (bandiera)  | C     | Louis Verstraete   |
| 39 | Fær Øer (bandiera) | C     | Jóan Edmundsson    |
| 41 | Belgio (bandiera)  | D     | Derrick Tshimanga  |
| 44 | Belgio (bandiera)  | P     | Brent Gabriël      |
| 52 | Belgio (bandiera)  | D     | Jur Schryvers      |
| 88 | Belgio (bandiera)  | C     | Milan De Mey       |

### Rosa 2022-2023
Aggiornata al 15 novembre 2022.
| N. |                         | Ruolo | Calciatore           |
| -- | ----------------------- | ----- | -------------------- |
| 1  | Belgio (bandiera)       | P     | Nordin Jackers       |
| 2  | Belgio (bandiera)       | D     | Vladimir Van De Wiel |
| 3  | Belgio (bandiera)       | D     | Brendan Schoonbaert  |
| 6  | Svizzera (bandiera)     | C     | Leonardo Bertone     |
| 9  | Francia (bandiera)      | A     | Jordan Faucher       |
| 10 | RD del Congo (bandiera) | A     | Dieumerci Mbokani    |
| 12 | Belgio (bandiera)       | A     | Alessandro Albanese  |
| 14 | Belgio (bandiera)       | C     | Tom Reyners          |
| 15 | Belgio (bandiera)       | D     | Dries Wuytens        |
| 18 | Belgio (bandiera)       | C     | Daan Heymans         |
| 19 | Curaçao (bandiera)      | A     | Jeremy Cijntje       |

| N. |                        | Ruolo | Calciatore         |
| -- | ---------------------- | ----- | ------------------ |
| 20 | Belgio (bandiera)      | C     | Nikola Pejčić      |
| 21 | Belgio (bandiera)      | P     | Bill Lathouwers    |
| 26 | Serbia (bandiera)      | D     | Aleksandar Vukotić |
| 27 | Belgio (bandiera)      | D     | Jenthe Mertens     |
| 33 | Belgio (bandiera)      | C     | Louis Verstraete   |
| 39 | Fær Øer (bandiera)     | C     | Jóan Edmundsson    |
| 41 | Belgio (bandiera)      | D     | Derrick Tshimanga  |
| 44 | Belgio (bandiera)      | P     | Brent Gabriël      |
| 52 | Belgio (bandiera)      | D     | Jur Schryvers      |
| 88 | Belgio (bandiera)      | C     | Milan De Mey       |
|    | Stati Uniti (bandiera) | C     | Moses Nyeman       |

### Rosa 2021-2022
Aggiornata al 4 febbraio 2022.
| N. |                         | Ruolo | Calciatore           |
| -- | ----------------------- | ----- | -------------------- |
| 1  | Belgio (bandiera)       | P     | Nordin Jackers       |
| 2  | Belgio (bandiera)       | D     | Vladimir Van De Wiel |
| 3  | Belgio (bandiera)       | D     | Brendan Schoonbaert  |
| 6  | Svizzera (bandiera)     | C     | Leonardo Bertone     |
| 9  | Francia (bandiera)      | A     | Jordan Faucher       |
| 10 | RD del Congo (bandiera) | A     | Dieumerci Mbokani    |
| 12 | Belgio (bandiera)       | A     | Alessandro Albanese  |
| 14 | Belgio (bandiera)       | C     | Tom Reyners          |
| 15 | Belgio (bandiera)       | D     | Dries Wuytens        |
| 18 | Belgio (bandiera)       | C     | Daan Heymans         |
| 19 | Curaçao (bandiera)      | A     | Jeremy Cijntje       |

| N. |                      | Ruolo | Calciatore         |
| -- | -------------------- | ----- | ------------------ |
| 20 | Belgio (bandiera)    | C     | Nikola Pejčić      |
| 21 | Belgio (bandiera)    | P     | Bill Lathouwers    |
| 23 | Nicaragua (bandiera) | C     | Jacob Montes       |
| 26 | Serbia (bandiera)    | D     | Aleksandar Vukotić |
| 27 | Belgio (bandiera)    | D     | Jenthe Mertens     |
| 33 | Belgio (bandiera)    | C     | Louis Verstraete   |
| 39 | Fær Øer (bandiera)   | C     | Jóan Edmundsson    |
| 41 | Belgio (bandiera)    | D     | Derrick Tshimanga  |
| 44 | Belgio (bandiera)    | P     | Brent Gabriël      |
| 52 | Belgio (bandiera)    | D     | Jur Schryvers      |
| 88 | Belgio (bandiera)    | C     | Milan De Mey       |

### Rosa 2020-2021
Aggiornata al 28 febbraio 2021.
| N. |                        | Ruolo | Calciatore           |
| -- | ---------------------- | ----- | -------------------- |
| 1  | Belgio (bandiera)      | P     | Nordin Jackers       |
| 2  | Belgio (bandiera)      | D     | Vladimir Van De Wiel |
| 3  | Belgio (bandiera)      | D     | Brendan Schoonbaert  |
| 5  | Germania (bandiera)    | D     | Felix Bastians       |
| 6  | Svizzera (bandiera)    | C     | Leonardo Bertone     |
| 7  | Germania (bandiera)    | D     | Andreas Wiegel       |
| 8  | Ruanda (bandiera)      | C     | Djihad Bizimana      |
| 9  | Francia (bandiera)     | A     | Jordan Faucher       |
| 11 | Stati Uniti (bandiera) | A     | Joseph Efford        |
| 12 | Belgio (bandiera)      | A     | Alessandro Albanese  |
| 14 | Belgio (bandiera)      | C     | Tom Reyners          |
| 15 | Belgio (bandiera)      | D     | Dries Wuytens        |
| 16 | Norvegia (bandiera)    | C     | Sivert Heltne Nilsen |
| 17 | Belgio (bandiera)      | A     | Aboubakary Koita     |
| 18 | Belgio (bandiera)      | C     | Daan Heymans         |

| N. |                       | Ruolo | Calciatore         |
| -- | --------------------- | ----- | ------------------ |
| 19 | Curaçao (bandiera)    | A     | Jeremy Cijntje     |
| 20 | Belgio (bandiera)     | C     | Nikola Pejčić      |
| 21 | Belgio (bandiera)     | P     | Bill Lathouwers    |
| 23 | Camerun (bandiera)    | D     | Serge Leuko        |
| 24 | Marocco (bandiera)    | D     | Amine Khammas      |
| 26 | Serbia (bandiera)     | D     | Aleksandar Vukotić |
| 27 | Belgio (bandiera)     | D     | Jenthe Mertens     |
| 33 | Belgio (bandiera)     | C     | Louis Verstraete   |
| 37 | Portogallo (bandiera) | D     | Miguel Vieira      |
| 39 | Fær Øer (bandiera)    | C     | Jóan Edmundsson    |
| 44 | Belgio (bandiera)     | P     | Brent Gabriël      |
| 52 | Belgio (bandiera)     | D     | Jur Schryvers      |
| 88 | Belgio (bandiera)     | C     | Milan De Mey       |
| 98 | Albania (bandiera)    | A     | Din Sula           |

### Rosa 2019-2020
Aggiornata al 2 settembre 2019.
| N. |                         | Ruolo | Calciatore       |
| -- | ----------------------- | ----- | ---------------- |
| 4  | Finlandia (bandiera)    | D     | Valtteri Moren   |
| 6  | RD del Congo (bandiera) | C     | Aaron Tshibola   |
| 7  | Germania (bandiera)     | D     | Andreas Wiegel   |
| 8  | Ruanda (bandiera)       | C     | Djihad Bizimana  |
| 9  | Grecia (bandiera)       | A     | Fjorin Durmishaj |
| 10 | Giappone (bandiera)     | C     | Yūki Kobayashi   |
| 11 | Belgio (bandiera)       | A     | Beni Badibanga   |
| 13 | Belgio (bandiera)       | P     | Nordin Jackers   |
| 14 | Belgio (bandiera)       | C     | Denzel Jubitana  |
| 16 | Belgio (bandiera)       | A     | Eric Asomani     |
| 17 | Belgio (bandiera)       | A     | Aboubakary Koita |
| 18 | Belgio (bandiera)       | C     | Daan Heymans     |
| 19 | Costa Rica (bandiera)   | D     | Alexis Gamboa    |
| 21 | Belgio (bandiera)       | P     | Lucas Pirard     |
| 22 | Montenegro (bandiera)   | D     | Andrija Vukčević |

| N. |                           | Ruolo | Calciatore           |
| -- | ------------------------- | ----- | -------------------- |
| 23 | Belgio (bandiera)         | D     | Maximiliano Caufriez |
| 24 | Senegal (bandiera)        | C     | Paul Keita           |
| 25 | Belgio (bandiera)         | D     | Davino Liessens      |
| 26 | Serbia (bandiera)         | D     | Aleksandar Vukotić   |
| 27 | Belgio (bandiera)         | C     | Xian Emmers          |
| 28 | Belgio (bandiera)         | D     | Daam Foulon          |
| 29 | Belgio (bandiera)         | C     | Matthias Verreth     |
| 40 | Ghana (bandiera)          | C     | Thomas Agyepong      |
| 44 | Belgio (bandiera)         | P     | Brent Gabriël        |
| 52 | Belgio (bandiera)         | D     | Jur Schryvers        |
| 55 | Belgio (bandiera)         | A     | Tuur Dierckx         |
| 90 | Costa d'Avorio (bandiera) | A     | Olivier Dhauholou    |
| 98 | Albania (bandiera)        | A     | Din Sula             |
| 99 | Montenegro (bandiera)     | A     | Stefan Milošević     |

### Rosa 2018-2019
Aggiornato al 12 giugno 2018'
| N. |                           | Ruolo | Calciatore             |
| -- | ------------------------- | ----- | ---------------------- |
| 2  | Svezia (bandiera)         | D     | Erdin Demir            |
| 3  | Belgio (bandiera)         | D     | Niels De Schutter      |
| 4  | Finlandia (bandiera)      | D     | Valtteri Moren         |
| 5  | Angola (bandiera)         | D     | Jonathan Buatu Mananga |
| 6  | Belgio (bandiera)         | C     | Joachim Van Damme      |
| 7  | Montenegro (bandiera)     | A     | Aleksandar Boljević    |
| 8  | Belgio (bandiera)         | C     | François Marquet       |
| 9  | Belgio (bandiera)         | A     | Ryan Mmaee             |
| 10 | Belgio (bandiera)         | A     | Floriano Vanzo         |
| 13 | Belgio (bandiera)         | C     | Louis Verstraete       |
| 16 | Senegal (bandiera)        | A     | Cherif Ndiaye          |
| 17 | Costa d'Avorio (bandiera) | C     | Victorien Angban       |
| 18 | Belgio (bandiera)         | P     | Merveille Goblet       |
| 21 | Lussemburgo (bandiera)    | D     | Laurent Jans           |
| 22 | Ghana (bandiera)          | A     | Nana Opoku Ampomah     |

| N. |                        | Ruolo | Calciatore           |
| -- | ---------------------- | ----- | -------------------- |
| 23 | Belgio (bandiera)      | D     | Maximiliano Caufriez |
| 24 | Belgio (bandiera)      | C     | Jens Cools           |
| 27 | Belgio (bandiera)      | A     | Maxim Nys            |
| 32 | Belgio (bandiera)      | A     | Olivier Myny         |
| 33 | Belgio (bandiera)      | P     | Davy Roef            |
| 52 | Belgio (bandiera)      | D     | Jur Schryvers        |
| 55 | Belgio (bandiera)      | A     | Tuur Dierckx         |
| 69 | Francia (bandiera)     | D     | Rudy Camacho         |
| 80 | Belgio (bandiera)      | D     | Niels Verburgh       |
| 92 | Svezia (bandiera)      | A     | Isaac Kiese Thelin   |
| 93 | Algeria (bandiera)     | C     | Rachid Aït-Atmane    |
| 98 | Belgio (bandiera)      | P     | Matthias Janssens    |
|    | Belgio (bandiera)      | D     | Daam Foulon          |
|    | Paesi Bassi (bandiera) | D     | Milan Massop         |

### Rosa 2017-2018
Aggiornato al 2 febbraio 2018.
| N. |                           | Ruolo | Calciatore             |
| -- | ------------------------- | ----- | ---------------------- |
| 2  | Svezia (bandiera)         | D     | Erdin Demir            |
| 3  | Belgio (bandiera)         | D     | Niels De Schutter      |
| 4  | Finlandia (bandiera)      | D     | Valtteri Moren         |
| 5  | Angola (bandiera)         | D     | Jonathan Buatu Mananga |
| 6  | Belgio (bandiera)         | C     | Joachim Van Damme      |
| 7  | Montenegro (bandiera)     | A     | Aleksandar Boljević    |
| 8  | Belgio (bandiera)         | C     | François Marquet       |
| 9  | Belgio (bandiera)         | A     | Ryan Mmaee             |
| 10 | Belgio (bandiera)         | A     | Floriano Vanzo         |
| 13 | Belgio (bandiera)         | C     | Louis Verstraete       |
| 16 | Senegal (bandiera)        | A     | Cherif Ndiaye          |
| 17 | Costa d'Avorio (bandiera) | C     | Victorien Angban       |
| 18 | Belgio (bandiera)         | P     | Merveille Goblet       |
| 21 | Lussemburgo (bandiera)    | D     | Laurent Jans           |

| N. |                    | Ruolo | Calciatore           |
| -- | ------------------ | ----- | -------------------- |
| 22 | Ghana (bandiera)   | A     | Nana Opoku Ampomah   |
| 23 | Belgio (bandiera)  | D     | Maximiliano Caufriez |
| 24 | Belgio (bandiera)  | C     | Jens Cools           |
| 27 | Belgio (bandiera)  | A     | Maxim Nys            |
| 32 | Belgio (bandiera)  | A     | Olivier Myny         |
| 33 | Belgio (bandiera)  | P     | Davy Roef            |
| 52 | Belgio (bandiera)  | D     | Jur Schryvers        |
| 55 | Belgio (bandiera)  | A     | Tuur Dierckx         |
| 69 | Francia (bandiera) | D     | Rudy Camacho         |
| 80 | Belgio (bandiera)  | D     | Niels Verburgh       |
| 92 | Svezia (bandiera)  | A     | Isaac Kiese Thelin   |
| 93 | Algeria (bandiera) | C     | Rachid Aït-Atmane    |
| 98 | Belgio (bandiera)  | P     | Matthias Janssens    |
|    | Belgio (bandiera)  | D     | Daam Foulon          |

### Rosa 2016-2017
Aggiornato al 5 febbraio 2017
| N. |                       | Ruolo | Calciatore               |
| -- | --------------------- | ----- | ------------------------ |
| 2  | Svezia (bandiera)     | D     | Erdin Demir              |
| 3  | Belgio (bandiera)     | D     | Niels De Schutter        |
| 4  | Finlandia (bandiera)  | D     | Valtteri Moren           |
| 5  | Angola (bandiera)     | D     | Jonathan Buatu Mananga   |
| 7  | Montenegro (bandiera) | A     | Aleksandar Boljević      |
| 8  | Belgio (bandiera)     | C     | François Marquet         |
| 9  | Belgio (bandiera)     | A     | Zinho Gano               |
| 10 | Francia (bandiera)    | A     | Steeven Langil           |
| 11 | Belgio (bandiera)     | A     | Alessandro Cerigioni     |
| 12 | Francia (bandiera)    | C     | Julian Michel            |
| 15 | Senegal (bandiera)    | C     | Ibrahima Seck (Capitano) |
| 16 | Senegal (bandiera)    | A     | Cherif Ndiaye            |
| 17 | Guinea (bandiera)     | A     | Ibrahima Conté           |
| 18 | Belgio (bandiera)     | P     | Merveille Goblet         |
| 19 | Danimarca (bandiera)  | A     | Ronnie Schwartz          |
| 20 | Belgio (bandiera)     | A     | Aaron Dhont              |

| N. |                        | Ruolo | Calciatore            |
| -- | ---------------------- | ----- | --------------------- |
| 21 | Lussemburgo (bandiera) | D     | Laurent Jans          |
| 22 | Ghana (bandiera)       | C     | Nana Poku Ampomah     |
| 23 | Belgio (bandiera)      | D     | Maximiliano Caufriez  |
| 24 | Belgio (bandiera)      | C     | Jens Cools            |
| 25 | Belgio (bandiera)      | D     | Kjetil Borry          |
| 26 | Ungheria (bandiera)    | P     | László Köteles        |
| 27 | Belgio (bandiera)      | A     | Maxim Nys             |
| 28 | Belgio (bandiera)      | A     | Floriano Vanzo        |
| 29 | Belgio (bandiera)      | D     | Senne Van Dooren      |
| 30 | Belgio (bandiera)      | C     | Gilles Van Remoortere |
| 31 | Belgio (bandiera)      | C     | Sebastien Ito         |
| 32 | Belgio (bandiera)      | A     | Olivier Myny          |
| 33 | Italia (bandiera)      | C     | Matheus Storck        |
| 69 | Francia (bandiera)     | D     | Rudy Camacho          |
| 92 | Uruguay (bandiera)     | A     | Leandro Rodríguez     |
| 98 | Belgio (bandiera)      | P     | Matthias Janssens     |